# 行政主席選挙法
行政主席選挙法（ぎょうせいしゅせきせんきょほう）とは、行政主席を選出するために立法院が制定した立法。

## 概要
行政主席が住民の直接投票で選ばれることになったので、行政主席選挙の手続きを定める法令として制定された。
復帰前の沖縄県では、全公職を網羅した選挙法は存在せず、各公職毎に選挙法が制定されていた。

## 構成
- 第1章 総則（第1条~第3条）
- 第2章 中央選挙管理委員会（第4条~第7条）
- 第3章 選挙権及び被選挙権（第8条~第10条）
- 第4章 選挙に関する区域（第11条~第12条）
- 第5章 選挙人名簿（第13条~第14条）
- 第6章 選挙期日（第15条~第16条）
- 第7章 投票（第17条~第22条）
- 第8章 開票（第23条~第25条）
- 第9章 選挙会（第26条~第27条）
- 第10章 候補者（第28条~第35条）
- 第11章 当選人（第36条~第48条）
- 第12章 特別選挙（第49条~第52条）
- 第13章 選挙運動（第53条~第61条）
- 第14章 選挙費用（第62条）
- 第15章 争訟（第63条）
- 第16章 罰則（第64条~第65条）
- 第17章 任期（第66条~第67条）
- 第18章 補則（第68条~第71条）
- 附則